# Rauia
Rauia es un género con ocho especies de plantas de flores perteneciente a la familia Rutaceae. 

## Especies seleccionadas
- Rauia nodosa
- Rauia prancei
- Rauia prancii
- Rauia racemosa
- Rauia resinosa
- Rauia spicata
- Rauia subtruncata
- Rauia ulei